# 马尔科·库切尔
马尔科·库切尔（德語：Marco Kutscher，1975年5月2日—），德国男子马术运动员。他曾代表德国参加2004年和2008年夏季奥林匹克运动会马术比赛，其中2004年奥运会获得二枚铜牌。